# Santo militar
Los santos militares son personas que ejercieron una carrera militar y posteriormente fueron santificados. 

## Veneración
Los santos militares son venerados por varias iglesias cristianas, la más conocida es la Iglesia católica donde se venera a miles de santos, de igual manera en las iglesias ortodoxas y de confesiones protestantes más recientes como la anglicana, la luterana, entre otras.

## Iglesia Católica
En la Iglesia Católica se invita a la santidad en el estilo de vida propio, es por eso que el Papa Juan Pablo II creó los ordinariatos militares que son comparados a las Diócesis con un obispo al frente e invita a todos los militares a alcanzar la santidad.

## Lista
| Santo                                         |  | Año de muerte | Ejército que sirvió                         | País                | Iglesia en que se venera                                                                   |
| --------------------------------------------- |  | ------------- | ------------------------------------------- | ------------------- | ------------------------------------------------------------------------------------------ |
| San Miguel Arcángel                           |  | n/d           | n/d                                         | n/d                 | Iglesia católica, Iglesia ortodoxa, Comunión anglicana, Iglesia luterana e Iglesia armenia |
| San Longinos                                  |  | Siglo I-II    | Ejército romano                             | Se desconoce        | Iglesia católica, Iglesia ortodoxa, Comunión anglicana e Iglesia armenia                   |
| San Cornelio el Centurión                     |  | Siglo I-II    | Ejército romano                             | Se desconoce        | Iglesia católica, Iglesia ortodoxa, Comunión anglicana e Iglesia armenia                   |
| San Sergio y San Baco                         |  | Siglo III     | Ejército romano                             | Siria               | Iglesia católica                                                                           |
| San Mercurio                                  |  | 250           | Ejército romano                             | Turquía             | Iglesia católica, Iglesia ortodoxa y Comunión anglicana                                    |
| San Terencio de Pesaro                        |  | 251           | Ejército romano                             | Italia              | Iglesia católica                                                                           |
| San Sebastián                                 |  | 288           | Ejército romano                             | Francia             | Iglesia católica, Iglesia ortodoxa y Comunión anglicana                                    |
| San Jorge                                     |  | Siglo IV      | Ejército romano                             | Israel              | Iglesia católica, Iglesia ortodoxa, Comunión anglicana, Iglesia luterana                   |
| San Juan el Guerrero                          |  | Siglo IV      | Ejército romano                             | Turquía             | Iglesia católica e Iglesia ortodoxa                                                        |
| San Mauricio y compañeros de la Legión Tebana |  | 287           | Ejército romano                             | Egipto              | Iglesia católica, Iglesia ortodoxa, Comunión anglicana, Iglesia luterana                   |
| San Andres Stratelates y 2593 compañeros      |  | 300           | Ejército romano                             | Siria               | Iglesia católica e Iglesia ortodoxa                                                        |
| San Expedito                                  |  | c. 303        | Ejército romano                             | Italia              | Iglesia católica                                                                           |
| San Nabor y San Félix de Milán                |  | c. 303        | Ejército romano                             | Italia              | Iglesia católica                                                                           |
| San Crescentino                               |  | c. 303        | Ejército romano                             | Italia              | Iglesia católica                                                                           |
| San Víctor de Mauritania                      |  | 303           | Ejército romano                             | Italia              | Iglesia católica, Iglesia ortodoxa e Iglesia luterana                                      |
| San Alejandro de Bérgamo                      |  | 303           | Ejército romano                             | Italia              | Iglesia católica                                                                           |
| San Gereón de Colonia                         |  | 304           | Ejército romano                             | Alemania            | Iglesia católica e Iglesia ortodoxa                                                        |
| San Zenón de Filadelfia                       |  | 304           | Ejército romano                             | Arabia              | Iglesia católica e Iglesia ortodoxa                                                        |
| San Florián de Lorch                          |  | 304           | Ejército romano                             | Austria             | Iglesia católica e Iglesia ortodoxa                                                        |
| San Demetrio de Tesalónica                    |  | c. 306        | Ejército romano                             | Macedonia del Norte | Iglesia católica                                                                           |
| San Teodoro de Amasea                         |  | 306           | Ejército romano                             | Turquía             | Iglesia católica                                                                           |
| San Varo de Egipto                            |  | 307           | Ejército romano                             | Egipto              | Iglesia católica e Iglesia ortodoxa                                                        |
| San Adriano de Nicomedia                      |  | 309           | Ejército romano                             | Turquía             | Iglesia católica e Iglesia ortodoxa                                                        |
| Cuarenta mártires de Sebaste                  |  | 320           | Ejército romano                             | Turquía             | Iglesia católica e Iglesia ortodoxa                                                        |
| San Martín de Tours                           |  | 397           | Guardia Pretoriana                          | Hungría             | Iglesia católica, Iglesia ortodoxa, Comunión anglicana                                     |
| San Vardan II Mamiconio                       |  | 451           | Ejército Cristiano de Armenia               | Armenia             | Iglesia católica e Iglesia apostólica armenia                                              |
| San Derfel                                    |  | 660           | Caballeros de la mesa redonda               | Gales               | Iglesia católica y Comunión anglicana                                                      |
| San Guillermo I de Tolosa                     |  | 812           | Legión de Tolosa                            | Francia             | Iglesia católica                                                                           |
| San Salomón I de Bretaña                      |  | 874           | Ejército de Bretaña                         | Francia             | Iglesia católica                                                                           |
| San Olaf II                                   |  | 1030          | Reinos vikingos de Noruega                  | Noruega             | Iglesia católica, Iglesia ortodoxa, e Iglesia luterana                                     |
| San Galgano Guidotti                          |  | 1181          | Milicias de Volterra                        | Italia              | Iglesia católica y Comunión anglicana                                                      |
| San David I de Escocia                        |  | 1153          | Ejército escocés                            | Escocia             | Iglesia católica                                                                           |
| San Enrique II                                |  | 1204          | Ejército del Sacro Imperio Romano Germánico | Alemania            | Iglesia católica                                                                           |
| San Francisco de Asís                         |  | 1226          | Ejército papal                              | Italia              | Iglesia católica, Comunión anglicana e Iglesia luterana                                    |
| San Fernando III de Castilla                  |  | 1252          | Ejercito de castilla                        | España              | Iglesia católica                                                                           |
| San Luis IX de Francia                        |  | 1270          | Ejército francés                            | Francia             | Iglesia católica                                                                           |
| Santa Juana de Arco                           |  | 1431          | Ejército francés                            | Francia             | Iglesia católica y Comunión anglicana                                                      |
| San Nuno de Santa María                       |  | 1431          | Ejercito portugués                          | Portugal            | Iglesia católica                                                                           |
| San Juan de Capistrano                        |  | 1456          | Ejército papal                              | Italia              | Iglesia católica                                                                           |
| San Ignacio de Loyola                         |  | 1556          | Tropas oñacinas del reino de Castilla       | España              | Iglesia católica, Comunión anglicana e Iglesia luterana                                    |
| Santo Domingo Nicolás Dinh Da                 |  | 1838          | Ejército Vietnamita                         | Vietnam             | Iglesia católica                                                                           |
| San Agustín Phan Viet Huy                     |  | 1838          | Ejército Vietnamita                         | Vietnam             | Iglesia católica                                                                           |
| San Francisco Tran Van Trung                  |  | 1838          | Ejército Vietnamita                         | Vietnam             | Iglesia católica                                                                           |
| San Rafael de San José                        |  | 1907          | Ejército ruso                               | Polonia             | Iglesia católica                                                                           |
| San Carlos de Foucauld                        |  | 1916          | Ejército francés                            | Francia             | Iglesia católica y Comunión anglicana                                                      |
| San Juan XXIII                                |  | 1963          | Ejército italiano                           | Italia              | Iglesia católica, Comunión anglicana e Iglesia luterana                                    |